# Thomas Grey, I marchese di Dorset

Stemma della famiglia Grey

Thomas Grey (Groby, 1455 – Londra, 20 settembre 1501) è stato un cavaliere medievale inglese.

## Biografia
Era figlio di John Grey di Groby e di Elisabetta Woodville. Nacque a Groby Old Hall nel villaggio di Groby, nel Leicestershire, intorno al 1455.
Nel 1461 rimase orfano del padre e sua madre si risposò con Edoardo IV d'Inghilterra. Il prestigioso matrimonio, malvisto dalla nobiltà inglese a causa della bassa estrazione sociale della sposa, elevò la posizione sociale della famiglia Grey e diede l'opportunità a Thomas di ottenere la mano di ricche ereditiere.
La prima moglie di Grey fu Anne Holland, figlia della sorella del re, Anna di York, la quale morì nel 1475 senza avergli dato eredi. La seconda moglie fu Cecily Bonville, settima baronessa Harington. Da quest'ultimo matrimonio nacquero quattordici figli.
- Thomas Grey, II marchese di Dorset (22 giugno 1477 – 22 giugno 1530), che sposò Margaret Wotton;
- Leonard Grey, I visconte Grane (c.1478 – 28 luglio 1541) Lord deputato d'Irlanda, sposò Eleanor Sutton;
- Lady Dorothy Grey (1480–1552), sposò prima Robert Willoughby, II barone Willoughby de Broke, e poi William Blount, IV barone Mountjoy;
- Lady Mary Grey (1491 – 22 febbraio 1538), sposò Walter Devereux, I visconte Hereford;
- Lady Elizabeth Grey (c.1497 – dopo il 1548), che sposò Gerald FitzGerald, IX conte di Kildare;
- Lady Cecily Grey (?-1554), sposò John Sutton, III barone Dudley;
- Lord Edward Grey, che sposò Anne Jerningham;
- Lady Eleanor Grey, che sposò John Arundell;
- Lady Margaret Grey, che sposò Richard Wake;
- Lord Anthony Grey, morto giovane;
- Lady Bridget Grey, morta giovane;
- Lord George Grey, che prese i voti;
- Lord Richard Grey, sposò Florence Pudney;
- Lord John Grey, morì giovane.

Dopo la morte del re suo patrigno nel 1483, la corona passò al fratellastro Edoardo di soli dodici anni. Tuttavia controversie tra la nobiltà, come quella per il controllo del Leicestershire tra i Grey e la famiglia Hastings, resero impossibile la creazione di un consiglio di reggenza. Questo clima di instabilità politica non fece altro che accrescere il potere del fratello del defunto re, Richard di Gloucester, al quale un'assemblea di Lord e di una rappresentanza dei tre Stati generali consegnò il trono, a causa di un presunto matrimonio segreto contratto da Edoardo IV con Eleonora Talbot prima di sposare Elisabetta Woodville. Quel matrimonio invalidò di fatto il secondo, cosicché i figli di Edoardo IV con la Woodville furono considerati null'altro che dei figli bastardi, e pertanto esclusi dalla successione. Una volta che tutta la prole di Edoardo venne dichiarata illegittima, l'unico erede maschio adulto risultò essere appunto il duca di Gloucester, ossia Riccardo III.
Dopo aver appreso della morte dei fratellastri Edoardo V e Riccardo, Thomas e suo fratello Richard si unirono alle forze del duca di Buckingham contro Riccardo III. Quando la ribellione fallì, Thomas fuggì in Bretagna da Henry Tudor mentre suo fratello venne giustiziato a Pontefract Castle.
Poco prima che Henry Tudor invadesse l'Inghilterra per strappare la corona a Riccardo III, Elisabetta Woodville riuscì a convincere il figlio a scendere a patti con Riccardo III e ad abbandonare Tudor. Grey venne intercettato a Compiègne sulla via di ritorno verso l'Inghilterra e non giocò alcuna parte nel rovesciamento di Riccardo III. Grey fu lasciato a Parigi, come sicurezza per il pagamento di un prestito fatto ad Enrico VII Tudor dal governo francese, incapace di tornare a casa fino a quando Enrico non fosse saldamente insediato al potere.
Da quel momento in poi il nuovo re, che nel frattempo aveva sposato Elisabetta di York, tenne sotto controllo Grey rinchiudendolo nella Torre nel 1487 durante l'insurrezione di Lambert Simnel. Thomas venne rilasciato soltanto dopo la battaglia di Stoke.
Sebbene Grey accompagnasse Enrico VII in Francia nel 1492, fu costretto a mettere per iscritto che non avrebbe mai commesso tradimento. Gli venne poi permesso di prendere parte alla repressione della rivolta in Cornovaglia nel 1497.
Morì a Londra nel 1501 e venne sepolto nella chiesa di Astley, nel Warwickshire. Sua moglie si risposò con Henry Stafford, I conte di Wiltshire.
Anni dopo, William Shakespeare inserì il suo personaggio nel dramma Riccardo III.

## Ascendenza
|                                                  |                   |                                             | Genitori                                               |  |  | Nonni |  |  | Bisnonni                                |  |  | Trisnonni                              |  |
|                                                  |                   |                                             |                                                        |  |  |       |  |  | Reynold Grey, III barone Grey di Ruthin |  |  | Reynold Grey, II barone Grey di Ruthin |  |
|                                                  |                   |                                             |                                                        |  |  |       |  |  | Reynold Grey, III barone Grey di Ruthin |  |  | Reynold Grey, II barone Grey di Ruthin |  |
|                                                  |                   | Alianore Lestrange                          |                                                        |  |  |       |  |  | Reynold Grey, III barone Grey di Ruthin |  |  |                                        |  |
| Edward Grey                                      |                   |                                             |                                                        |  |  |       |  |  | Reynold Grey, III barone Grey di Ruthin |  |  |                                        |  |
|                                                  |                   | Joan de Astley                              | William of Astley, IV lord Astley                      |  |  |       |  |  |                                         |  |  |                                        |  |
|                                                  |                   | Joan de Astley                              | William of Astley, IV lord Astley                      |  |  |       |  |  |                                         |  |  |                                        |  |
|                                                  |                   | Joan de Astley                              | Joan Willoughby                                        |  |  |       |  |  |                                         |  |  |                                        |  |
| John Grey                                        |                   | Joan de Astley                              |                                                        |  |  |       |  |  |                                         |  |  |                                        |  |
|                                                  |                   | Henry Ferrers                               | William Ferrers, V barone Ferrers di Groby             |  |  |       |  |  |                                         |  |  |                                        |  |
|                                                  |                   | Henry Ferrers                               | William Ferrers, V barone Ferrers di Groby             |  |  |       |  |  |                                         |  |  |                                        |  |
|                                                  |                   | Henry Ferrers                               | Philippa Clifford                                      |  |  |       |  |  |                                         |  |  |                                        |  |
| Elizabeth Ferrers, VI baronessa Ferrers di Groby |                   | Henry Ferrers                               |                                                        |  |  |       |  |  |                                         |  |  |                                        |  |
|                                                  |                   | Isabel de Mowbray                           | Thomas de Mowbray, I duca di Norfolk                   |  |  |       |  |  |                                         |  |  |                                        |  |
|                                                  |                   | Isabel de Mowbray                           | Thomas de Mowbray, I duca di Norfolk                   |  |  |       |  |  |                                         |  |  |                                        |  |
|                                                  |                   | Isabel de Mowbray                           | Elizabeth FitzAlan                                     |  |  |       |  |  |                                         |  |  |                                        |  |
| Thomas Grey, I marchese di Dorset                |                   | Isabel de Mowbray                           |                                                        |  |  |       |  |  |                                         |  |  |                                        |  |
|                                                  | Richard Wydeville | John Wydeville                              |                                                        |  |  |       |  |  |                                         |  |  |                                        |  |
|                                                  | Richard Wydeville | John Wydeville                              |                                                        |  |  |       |  |  |                                         |  |  |                                        |  |
|                                                  | Richard Wydeville | Isabel Godard                               |                                                        |  |  |       |  |  |                                         |  |  |                                        |  |
| Richard Woodville, I conte di Rivers             | Richard Wydeville |                                             |                                                        |  |  |       |  |  |                                         |  |  |                                        |  |
|                                                  |                   | Joan Bedlisgate                             | John Bedlisgate                                        |  |  |       |  |  |                                         |  |  |                                        |  |
|                                                  |                   | Joan Bedlisgate                             | John Bedlisgate                                        |  |  |       |  |  |                                         |  |  |                                        |  |
|                                                  |                   | Joan Bedlisgate                             | Joan Beauchamp                                         |  |  |       |  |  |                                         |  |  |                                        |  |
| Elizabeth Woodville                              |                   | Joan Bedlisgate                             |                                                        |  |  |       |  |  |                                         |  |  |                                        |  |
|                                                  |                   | Pierre I di Lussemburgo, conte di Saint Pol | Jean di Lussemburgo, conte di Saint Pol                |  |  |       |  |  |                                         |  |  |                                        |  |
|                                                  |                   | Pierre I di Lussemburgo, conte di Saint Pol | Jean di Lussemburgo, conte di Saint Pol                |  |  |       |  |  |                                         |  |  |                                        |  |
|                                                  |                   | Pierre I di Lussemburgo, conte di Saint Pol | Margherita d'Enghien, contessa di Brienne e Conversano |  |  |       |  |  |                                         |  |  |                                        |  |
| Jacquette di Lussemburgo                         |                   | Pierre I di Lussemburgo, conte di Saint Pol |                                                        |  |  |       |  |  |                                         |  |  |                                        |  |
|                                                  |                   | Margherita del Balzo                        | Francesco I del Balzo, duca d'Andria                   |  |  |       |  |  |                                         |  |  |                                        |  |
|                                                  |                   | Margherita del Balzo                        | Francesco I del Balzo, duca d'Andria                   |  |  |       |  |  |                                         |  |  |                                        |  |
|                                                  |                   | Margherita del Balzo                        | Sveva Orsini                                           |  |  |       |  |  |                                         |  |  |                                        |  |
|                                                  |                   | Margherita del Balzo                        |                                                        |  |  |       |  |  |                                         |  |  |                                        |  |